# Peter Aldridge
Peter Aldridge (nascido em 2 de janeiro de 1961) é um ex-ciclista olímpico jamaicano. Representou sua nação nos Jogos Olímpicos de Verão de 1980, 1984 e 1988.